# Onthophagus grandivigilans
Onthophagus grandivigilans är en skalbaggsart som beskrevs av Masumoto 1995. Onthophagus grandivigilans ingår i släktet Onthophagus och familjen bladhorningar. Inga underarter finns listade i Catalogue of Life.